# Carex preussii
Carex preussii är en halvgräsart som beskrevs av Karl Moritz Schumann. Carex preussii ingår i släktet starrar, och familjen halvgräs. Inga underarter finns listade i Catalogue of Life.